# Pegandikan
Pegandikan is een bestuurslaag in het regentschap Serang van de provincie Banten, Indonesië. Pegandikan telt 2807 inwoners (volkstelling 2010).